# World Atlantic Airlines
World Atlantic Airlines es una aerolínea con base en el Aeropuerto Internacional de Miami, ofrece operaciones a destinos programados y no programados como parte de sus servicios en materia de vuelos chárter.

## Historia
La aerolínea fue fundada por su primera Presidente Yolanda Suárez en el mes de septiembre de 2002 como Caribbean Sun Airlines en Fort Lauderdale, Florida e inició sus operaciones en el mes de enero de 2003 con vuelos desde el Aeropuerto Internacional Luis Muñoz Marín en San Juan de Puerto Rico hasta Tórtola, empleando aviones Bombardier Dash 8-100. 
El 9 de enero de 2007 la aerolínea anunció su cese de operaciones en sus vuelos desde San Juan a Tórtola para fin de mes. Luego de varios intentos de restablecer la aerolínea, fue vendida el 13 de enero de 2009 a T. Romero y Asociados, donde Joseph Fernández fue nombrado como nuevo presidente y CEO de la compañía. La nueva aerolínea además incluiría nuevos planes de mercadeo y nuevo nombre para ser llamada World Atlantic Airlines. La ahora WAA retomó sus operaciones en el tercer trimestre de 2010.
La aerolínea recibió su primer avión, un MD-83 con capacidad para 155 pasajeros. La aeronave contó además con nuevo diseño interior que ofrece la nueva imagen de la marca y provee de la llamada "World Economy Class", única de WAA. Este avión es el que opera los actuales vuelos de la aerolínea.

## Flota

### Flota Actual
La flota de la aerolínea está compuesta por las siguientes aeronaves:
| Aeronaves               | Activos | Estacionados | Pedidos | Asientos | Asientos | Asientos | Matriculas              | Antigüedad | Notas        |
| Aeronaves               | Activos | Estacionados | Pedidos | C        | Y        | Total    | Matriculas              | Antigüedad | Notas        |
| ----------------------- | ------- | ------------ | ------- | -------- | -------- | -------- | ----------------------- | ---------- | ------------ |
| McDonnell Douglas MD-83 | 3       | 2            | —       | 12       | 137      | 149      | N802WA «Claudia»        | 34,9 años  | Operativos   |
| McDonnell Douglas MD-83 | 3       | 2            | —       | 8        | 142      | 150      | N801WA «Emliy»          | 32,8 años  | Operativos   |
| McDonnell Douglas MD-83 | 3       | 2            | —       | 8        | 144      | 152      | N805WA «Luis Tomas»     | 29 años    | Operativos   |
| McDonnell Douglas MD-83 | 3       | 2            | —       | —        | 155      | 155      | N804WA «Zairah»         | 38 años    | Estacionados |
| McDonnell Douglas MD-83 | 3       | 2            | —       | 8        | 147      | 155      | N808WA «Patrick Joseph» | 34,5 años  | Estacionados |
| Total                   | 3       | 2            | —       |          |          |          |                         |            |              |